# Eva Watson-Schütze
Eva Watson-Schütze (1867 - 1935) foi uma fotógrafa norte-americana que foi uma das fundadoras da Foto-Secessão.

## Vida
Watson-Schütze, nascida Eva Lawrence Watson, nasceu em Jersey City, Nova Jersey, em 16 de setembro de 1867. Seus pais eram o Dr. John e Mary Lawrence Watson, cuja família tinha vindo da Escócia. Ela era a caçula de quatro filhos, mas pouco mais se sabe sobre sua família ou a primeira infância.
Em 1883, quando tinha dezesseis anos, matriculou-se na Academia de Belas Artes da Pensilvânia, na Filadélfia, onde estudou sob o conhecido pintor e fotógrafo Thomas Eakins. Seus interesses naquela época eram aquarela e pintura a óleo, e não se sabe se ela se interessava pela fotografia de Eakins.